# Sin Sin Sin (Robbie Williams-dal)
A Sin Sin Sin című dal Robbie Williams brit popénekes kislemezén jelent meg, az Intensive Care című albumának negyedik kislemeze, amely 2006 nyarán jelent meg.

## Videó
A dal videóklipje újabb megnyilvánulása az énekes humorának: viccet csinál saját magából és a kapcsolataiból, hiszen a klipben guruként jelenik meg, akit sok terhes nő vesz körül. Williams Istenként, prófétaként szerepel a klipben. A videót Dél-Afrikában, Fokvárosban vették fel. A videóklipet Vaughan Arnell rendezte.

## Siker
Ez a kislemez volt az énekes első lemeze, amely nem került be az első 20 dal közé az Egyesült Királyság kislemez listáján, csak a 22. helyre tudott feljutni, 3 hétig volt csak a slágerlistán. Több európai országban viszont bekerült a Top 20-ba: Olaszországban, Hollandiában, Ausztriában, Svájcban és Németországban.

## Formátumok és tracklista
A Sin Sin Sin című kislemeznek ezek a kiadásai jelentek meg:
Nemzetközi kislemez CD

(Megjelent: 2006. május 19.)
1. "Sin Sin Sin" - 4:04
2. "Our Love" - 4:12

UK CD Maxi

(Megjelent: 2006. május 22.)
1. "Sin Sin Sin" - 4:04
2. "Our Love" - 4:12
3. "Sin Sin Sin" [Chris Coco's On Tour Mix] - 6:00
4. "Sin Sin Sin" U-Myx Software & Photo Gallery

UK DVD

(Megjelent: 2006. május 22.)
1. "Sin Sin Sin" Music Video
2. "Sin Sin Sin" Behind Scenes of the Video & Photo Gallery
3. "Our Love" Audio
4. "Sin Sin Sin" [Chris Coco's On Tour Mix] Audio

UK 7"

(Megjelent: 2006. május 22.)
1. "Sin Sin Sin" - 4:04
2. "Our Love" - 4:12

## Helyezések
| Slágerlista (2006)                   | Csúcs pozíció |
| ------------------------------------ | ------------- |
| Argentína kislemez listája           | 3             |
| Magyarország Top 10 kislemez listája | 5             |
| Olaszország kislemez listája         | 9             |
| Lettország kislemez listája          | 9             |
| Hollandia kislemez listája           | 12            |
| Dánia kislemez listája               | 14            |
| Ausztria kislemez listája            | 15            |
| Svájc kislemez listája               | 16            |
| Németország kislemez listája         | 18            |
| Mexikó kislemez listája              | 19            |
| Románia kislemez listája             | 22            |
| Egyesült Királyság kislemez listája  | 22            |
| Ausztrália kislemez listája          | 26            |
| Svédország kislemez listája          | 45            |
| Franciaország kislemez listája       | 46            |
| Új-Zéland kislemez listája           | 48            |

## Külső hivatkozások
- A dal videóklipje a YouTube-on